# Marco Schmidt
Marco Schmidt (5 settembre 1983) è un ex pesista tedesco.

## Palmarès
| Anno | Manifestazione | Sede     | Evento         | Risultato | Misura  | Note |
| ---- | -------------- | -------- | -------------- | --------- | ------- | ---- |
| 2009 | Europei indoor | Torino   | Getto del peso | 12º       | 19,38 m |      |
| 2011 | Europei indoor | Parigi   | Getto del peso | 5º        | 20,29 m |      |
| 2011 | Mondiali       | Taegu    | Getto del peso | 12º (q)   | 20,06 m |      |
| 2012 | Europei        | Helsinki | Getto del peso | 8º        | 19,65 m |      |
| 2013 | Europei indoor | Göteborg | Getto del peso | 7º        | 19,63 m |      |

## Campionati nazionali
2005
- Argento ai Campionati nazionali under 23, getto del peso - 18,17 m

2006
- 10º ai Campionati nazionali assoluti indoor, getto del peso - 17,28 m
- 7º ai Campionati nazionali assoluti, getto del peso - 18,11 m

2007
- 4º ai Campionati nazionali assoluti indoor, getto del peso - 18,76 m
- Bronzo ai Campionati nazionali assoluti, getto del peso - 19,41 m

2008
- 6º ai Campionati nazionali assoluti indoor, getto del peso - 18,35 m
- 7º ai Campionati nazionali assoluti, getto del peso - 18,55 m

2009
- Argento ai Campionati nazionali assoluti indoor, getto del peso - 19,63 m
- 4º ai Campionati nazionali assoluti, getto del peso - 19,56 m

2010
- Bronzo ai Campionati nazionali assoluti indoor, getto del peso - 20,31 m
- Bronzo ai Campionati nazionali assoluti, getto del peso - 19,72 m

2011
- Bronzo ai Campionati nazionali assoluti indoor, getto del peso - 20,41 m
- Argento ai Campionati nazionali assoluti, getto del peso - 19,49 m

2012
- Argento ai Campionati nazionali assoluti, getto del peso - 20,14 m

2013
- Argento ai Campionati nazionali assoluti indoor, getto del peso - 19,71 m